# Matthias Ruländer
Matthias Ruländer (* 16. August 1964) ist ein ehemaliger deutscher Fußballspieler. Er war Abwehrspieler und wurde mit Werder Bremen 1988 Deutscher Meister.

## Karriere
In seiner Jugendzeit spielte Matthias Ruländer beim VfR Wilsche-Neubokel, einem Verein aus Gifhorn, und dem MTV Gifhorn. Später wechselte er zum VfL Wolfsburg, für den er in seiner ersten Spielzeit im Erwachsenenbereich 31 Spiele (6 Tore) in der Oberliga Nord absolvierte.
In der Saison 1983/84 stand er im Bundesligakader von Werder Bremen, bestritt jedoch kein Spiel. Aufgrund von zwei Knieoperationen musste er mehr als ein Jahr pausieren. Im November 1984 wurde er an den FC St. Pauli und damit in die 2. Bundesliga ausgeliehen. 1985 kehrte er zum SV Werder zurück. Auch in den folgenden Jahren konnte er sich keinen Stammplatz erkämpfen und kam nie auf mehr als zwölf Saisoneinsätze. In der Meistersaison 1987/88 wurde er nur zwei Mal eingesetzt.
In der Saison 1988/89 spielte er für die Borussia Dortmund, mit der er den DFB-Pokal gewann. In Dortmund kam er auf elf Bundesliga-Einsätze und erzielte sein einziges Bundesligator. Er spielte später bei unterschiedlichen Vereinen im Amateurbereich, darunter 1992/93 an der Seite weiterer ehemaliger Bundesligaspieler (Bernd Wehmeyer, Peter Nogly) beim SC Wentorf in der Bezirksliga Hamburg.

### Erfolge
- Deutscher Meister 1988 mit Werder Bremen
- DFB-Pokalsieger 1989 mit Borussia Dortmund